# Álvaro Elizalde
Álvaro Elizalde, né le 15 octobre 1969 à Talca, est un avocat et homme politique chilien. Il est ministre-secrétaire général de la Présidence de 2023 à 2025 et ministre de l'Intérieur depuis le 4 mars 2025.
Membre et ancien président du Parti socialiste entre 2017 et 2022. Il est sénateur entre mars 2018 et avril 2023, ainsi que président du Sénat entre mars 2022 et mars 2023. Lors du premier gouvernement de Michelle Bachelet, il est surintendant de la sécurité sociale chilienne entre décembre 2008 et mars 2010, puis ministre-secrétaire général de la Présidence dans le second gouvernement entre mars 2014 et mai 2015.

## Biographie

### Famille, études et parcours professionnel
Álvaro Elizalde est né à Talca le 15 octobre 1969, il est le fils de María Eugenia Soto Albornoz et Antonio Elizalde Hevia, un universitaire et ancien recteur, puis recteur émérite de l'Université bolivarienne du Chili, chercheur et consultant pour des organisations internationales telles que l'UNICEF, PNUD ou CEPALC. Il fut également membre du Parti socialiste, et l'un des fondateurs de la Gauche chrétienne (es) (IC).
Il est le neveu de Máximo Elizalde, joueur de l'équipe de football dans le Club Social de Deportes Rangers dans les années 1970. Dans sa jeunesse, il fait partie de l'unité de pompiers chilienne « Brigada Juvenil de Bomba Israel » en 1983. Depuis le 30 octobre 1986, il fait partie intégrante de ses rangs jusqu'en 1991.
Il mène ses études au sein du Collège Francisco de Miranda, puis à l'Institut des sciences humaines Luis Campino de Santiago, dont il est diplômé en 1986.
En 1987, il poursuit ses études supérieures à la Faculté de droit de l'Université du Chili, où il est diplômé en sciences juridiques et sociales. Il obtient son diplôme d'avocat le 31 janvier 2006. Par la suite, il a étudié une maîtrise en droit constitutionnel à l'Université pontificale catholique du Chili (PUC).
Dans son parcours professionnel, il s'est consacré principalement au service public.

### Parcours politique

#### Président de la FECh et de la Jeunesse socialiste
Il commence son activité politique pendant ses années d'études à la Faculté de droit de l'Université du Chili, où il a été, en 1989, élu vice-président du Centre étudiant puis président de la Fédération étudiante de l'Université du Chili (FECh) entre 1993 et 1994.
Il a été membre de la Gauche chrétienne (es), jusqu'à ce qu'un groupe de militants, dont il est membre, rejoigne le Parti socialiste en 1990, dont Luis Maira (es). Au sein du parti, il est devenu président de la Jeunesse socialiste en 1997, et entre 1999 et 2004, il a été président de l'Union internationale de la jeunesse socialiste.
Parallèlement, en 1994, à 25 ans, il est l'un des plus jeunes conseillers à arriver à La Moneda. Il a été conseiller auprès du ministre de l'Intérieur Germán Correa (es) (PS), en tant que chef de cabinet et conseiller juridique du Sous-secrétaire au développement régional et des relations institutionnelles de l'ancien Institut des pensions.

#### Candidat aux législatives de 2001
Lors des élections parlementaires de 2001 (es), il est candidat sur la circonscription du district n° 28, correspondant aux communes de Lo Espejo, Pedro Aguirre Cerda et San Miguel, de la région métropolitaine de Santiago au sein du pacte « Concertation des partis pour la démocratie ». Il obtient 28 058 voix, soit 18,94 % des suffrages.
Il est battu par le dirigeant syndical et démocrate-chrétien Rodolfo Seguel (es), qui obtient 40 010 voix, ce qui lui cause des problèmes financiers.

#### Surintendant chilien de la sécurité sociale
En 2005, sous le gouvernement du président Ricardo Lagos, il est nommé directeur adjoint de la surintendance de la sécurité sociale, et le 1er décembre 2008, il devient surintendant de la sécurité sociale, sous le premier gouvernement de la présidente Michelle Bachelet, jusqu'au 11 mars 2010.
Durant cette période, il partage également les fonctions gouvernementales avec son épouse Patricia Roa, qui est conseillère du ministre de l'Intérieur José Miguel Insulza entre 2000 et 2005 ; puis, chef des conseillers au ministère du Développement social, du gouvernement Bachelet entre 2006 et 2007.

#### Vice-président et secrétaire général du Parti socialiste
Après avoir quitté le gouvernement en mars 2010, il se présente à la présidence du parti en tant que représentant du courant et motion interne du « tiers parti »,, mais il est battu par le représentant du courant de la « Nouvelle gauche » Osvaldo Andrade.
Il choisit de se présenter au secrétariat général du parti face à Fulvio Rossi (es), il perd à nouveau et Rossi obtient la fonction. Face à cette défaite, il assume la fonction de premier vice-président du Parti socialiste.

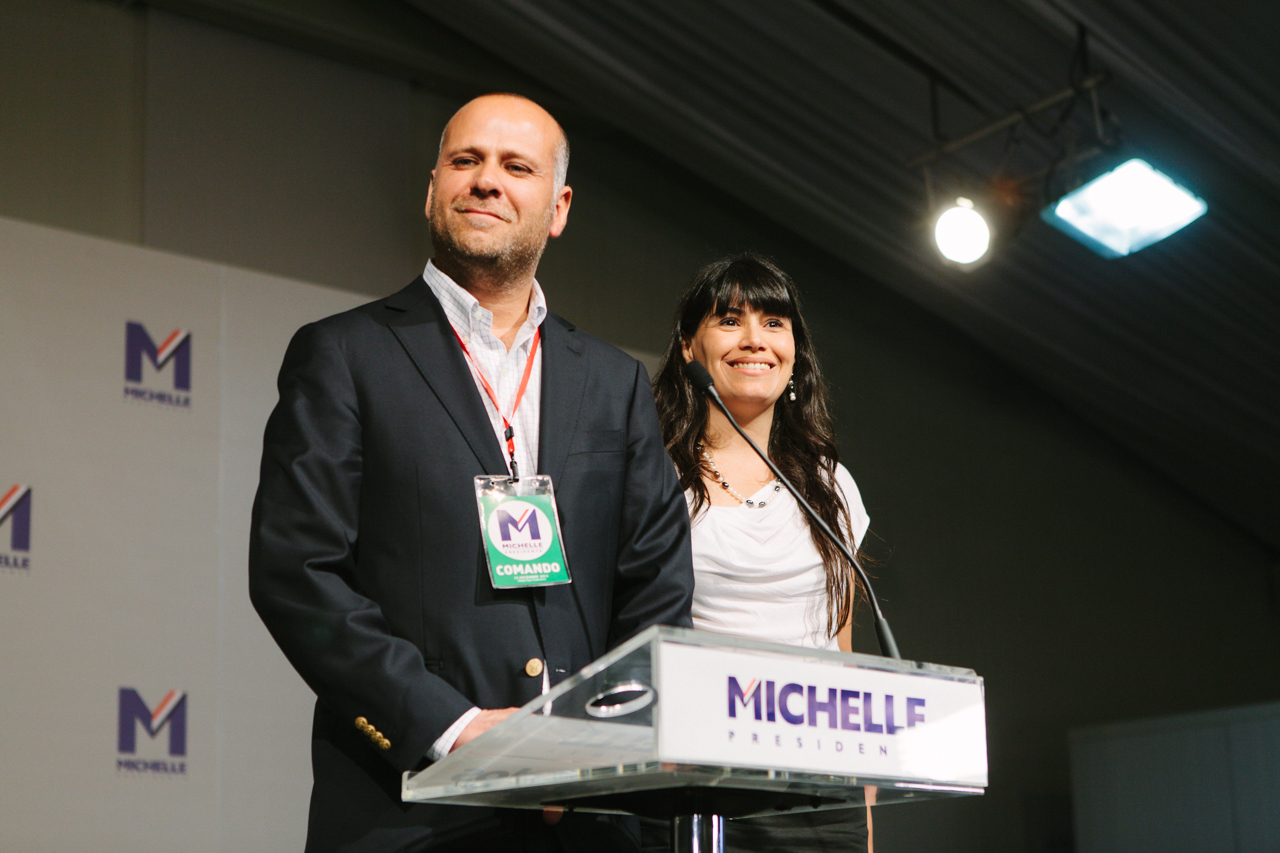
Álvaro Elizalde en 2013.

En 2013, il se présente à nouveau à la direction du parti, et il est élu à la fonction de secrétaire général, avec un vote élevé.

#### Campagne de Michelle Bachelet et ministre-secrétaire général du gouvernement
En 2013, il est nommé responsable de la communication pour la candidature présidentielle de Michelle Bachelet. Après sa victoire, la présidente élue Michelle Bachelet, cette dernière a annoncée le 24 janvier 2014, qu'il serait ministre du Secrétariat général du gouvernement de son deuxième gouvernement, prenant ses fonctions le 11 mars 2014.

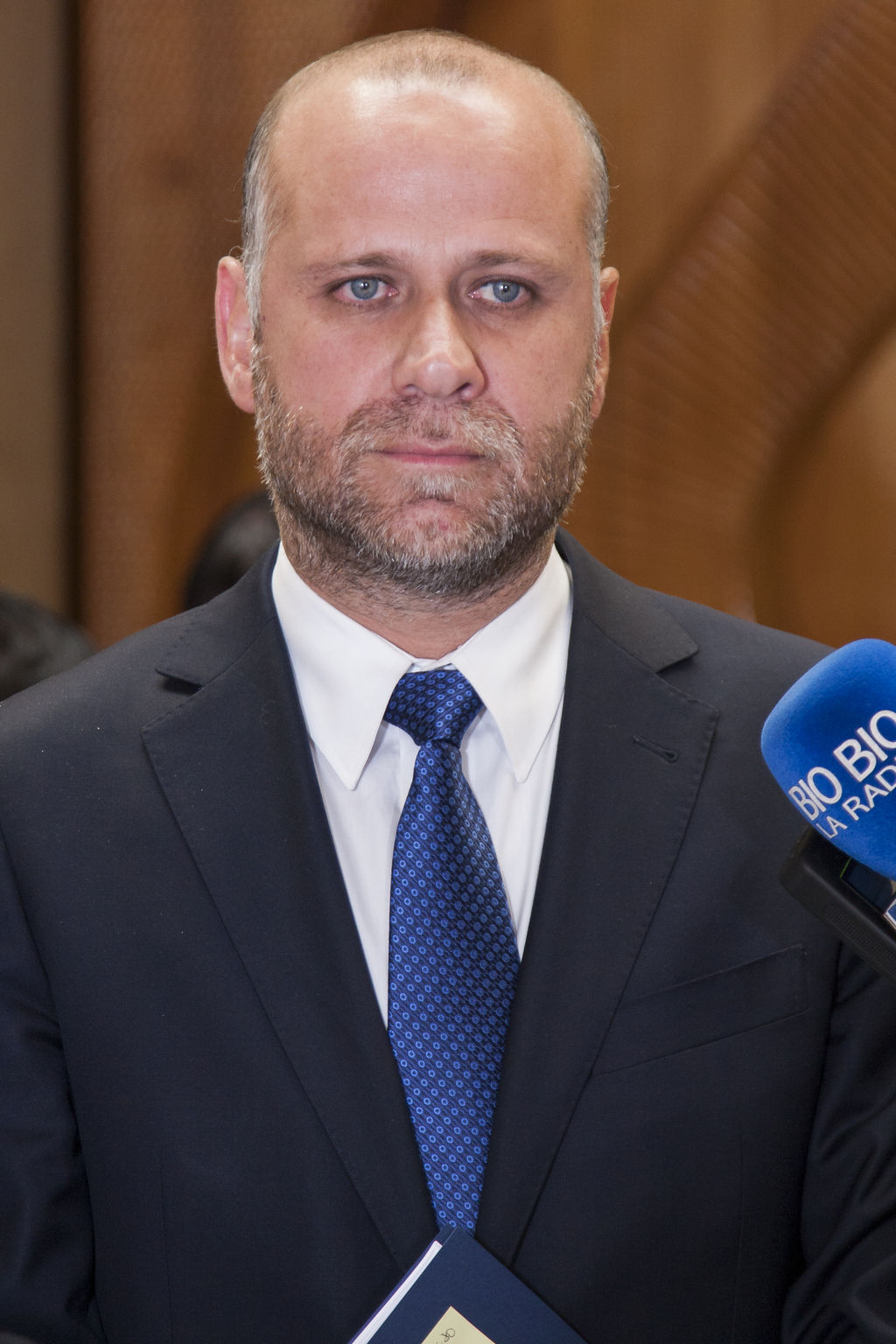
Álvaro Elizalde en septembre 2014.

En tant que ministre, il a dû diriger le ministère en faisant face à de nombreux évènements et mener différentes réformes connues, comme le tremblement de terre de 2014 dans le nord du pays, la tempête et les inondations (également dans le nord),, la gestion de la réforme du système électoral, la réforme du système éducatif,, et l'élaboration de la loi qui a créé l'accord d'union civile,.
Álvaro Elizalde est également charger de mener l'intervention du Chili au Sommet extraordinaire des chefs d'État du G77 + Chine qui a eu lieu en Bolivie en juin 2014,. En août, il s'est consacré à la gestion médiatique d'attaques à l'explosif contre les postes de police des carabiniers,.
Il quitte ses fonctions de ministre le 11 mai 2015, lors d'un remaniement ministériel du gouvernement mené par la présidente Michelle Bachelet. En juin 2015, il est nommé président de l'Instituto Igualdad, une fondation et un groupe de réflexion du Parti socialiste, succédant à Camilo Escalona.

#### Président du Parti socialiste (2017-2022)
Lors des élections du Parti socialiste en mars 2017, sa liste interne de l'Unité socialiste a remporté les élections. Il est élu président du parti, remportant face au maire d'Independencia Gonzalo Durán (es).
Il était chargé de mener la première rencontre avec le parti de la Révolution démocratique lors de la législature entre 2018 et 2022. Avec comme objectif, à cette époque, d'une consolidation de l'unité de la gauche pour l'élection des gouverneurs et maires régionaux, ainsi que d'une candidature unique pour l'élection présidentielle de 2021.

#### Sénateur (2018-2023)
En juin 2017, il dépose sa candidature au Sénat, avec le PS, et avec la coalition « La force de la Majorité ». Il se présente dans la 9e circonscription de la région du Maule. Lors des élections législatives du 19 novembre 2017, il obtient 61 828 voix, il est élu.
Il prend ses fonctions le 11 mars 2018 et devient membre des commissions permanentes de l'agriculture. Il a également été de la commission permanente des Mines et de l'Énergie, entre le 20 mars 2019 et le 18 mars 2021. À partir du 18 mars 2020, il a présidé les commissions permanentes de l'Économie, jusqu'au 10 mars 2022 ; et celle de l'Agriculture, jusqu'au 15 avril 2020.
Entre le 11 mars 2022 et 19 avril 2023, il est membre et préside la commission permanente du Régime intérieur.
Le 11 mars 2022, lors de l'ouverture de la législature, il devient président du Sénat, accompagné de la vice-présidente Luz Ebensperger (UDI). En raison de sa fonction de président, il participe à la cérémonie d'investiture présidentielle du président Gabriel Boric.

##### Travail législatif
Parmi les motions qu'il a présenté, l'une déclare le mois d'octobre comme le « Mois national de la cybersécurité ». Il a défendu la consécration constitutionnelle du droit à la protection des données personnelles, célébrant que ce droit a été incorporé dans le cadre du numéro 4 de l'article n° 19 de la Constitution qui le rend susceptible de recours en matière de protection.

#### Retour au gouvernement
Le 19 avril 2023, Gabriel Boric accepte la démission de la ministre-secrétaire générale de la Présidence Ana Lya Uriarte (es), en raisons de problèmes de santé, le Covid long. Le même jour, Boric annonce la nomination d'Álvaro Elizalde pour lui succéder.
Auprès des personnalités politiques, sa nomination fait l'unanimité, du parti Convergence sociale et du Parti libéral (es) à gauche et au centre-gauche, et jusqu'au centre-droit et la droite de l'Union démocrate indépendante et de Rénovation nationale. L'ensemble de ces partis louent son action en tant que président du Sénat, ses capacités de négociations et son professionnalisme.
Le 4 mars 2025, il est nommé ministre de l'Intérieur et de la Sécurité publique en remplacement de Carolina Tohá, démissionnaire.

## Résultats électoraux
| Année     | Parti | Parti | Coalition                                  | Circonscription                          | Tour unique | Tour unique | Tour unique |
| Année     | Parti | Parti | Coalition                                  | Circonscription                          | Voix        | %           | Issue       |
| --------- | ----- | ----- | ------------------------------------------ | ---------------------------------------- | ----------- | ----------- | ----------- |
| 2001 (es) |       | PS    | Concertation des partis pour la démocratie | 9e circonscription de la région du Maule | 28 058      | 18,94       | Battu       |
| 2017      |       | PS    | La force de la Majorité                    | 9e circonscription de la région du Maule | 30 914      | 8,36        | Élu         |